# 小示現流
小示現流（こじげんりゅう）は薩摩藩に伝承した古流剣術の一派。示現流の分派である。しばしば古示現流と混同される。
示現流の三代目宗家である東郷重利は、四代目となるべき東郷実満（重治）が若いうちに重い痛風を患い、事実上一子相伝が不可能となってしまった。
そこで、代わって高弟の伊集院久明に一子相伝を授け、実満成長の折に久明より相伝することとした。
実満が成長するに及び、伊集院久明は改めて東郷家に一子相伝を伝えた。
これにより事実上の示現流四代目の役割を果たした久明の名声は高まった。また、久明自身も弟子を取っており、以降、伊集院家が家伝として伝える示現流は小示現流とも呼ばれることとなった。久明の剣術は次男の俊国が継承する。
示現流系の流派としては、比較的薩摩藩外に伝わることが多かった流派で、日向の諸藩でも伝えられていた。
幕末の師範は伊集院鴨居で、桐野利秋や田中謙助は門人だったといわれる。